# Duradanda
Duradanda (en népalais : दुरडाँडा) est un comité de développement villageois du Népal situé dans le district de Lamjung. Au recensement de 2011, il comptait 1 786 habitants.